# Saint Peter Basseterre
Saint Peter Basseterre ist das 11. der 14 Parishes (Kirchspiel oder Distrikt) der Inselgruppe St. Kitts und Nevis. Im Jahr 2022 lebten hier 5667 Einwohner. Die Hauptstadt ist Monkey Hill. Das Parish liegt im Südosten der Hauptinsel Saint Kitts und hat eine Landfläche von 19,74 km².

Die Nummerierung der Kirchspiele folgt einer eigenen ISO 3166-2:KN, in der Saint Peter Basseterre mit KN-11 bezeichnet wird.